# John Early (educatore)
John Early (Maguiresbridge, 1º luglio 1814 – Washington, 23 maggio 1873) è stato un gesuita e educatore irlandese naturalizzato statunitense, presidente del College of the Holy Cross e della Georgetown University, nonché fondatore e primo presidente del Loyola College nel Maryland.

## Biografia
Emigrò negli Stati Uniti a 19 anni. Al suo arrivo, si iscrisse al seminario di Mount St. Mary nel Maryland, ed entrò nella Compagnia di Gesù, completando la sua formazione alla Georgetown University di Washington.
Presto divenne presidente del College of the Holy Cross nel 1848, dove chiese senza successo al legislatore del Massachusetts di fondare la scuola. Quattro anni dopo, fu incaricato di fondare il Loyola College nel Maryland, che aveva lo scopo di educare gli studenti laici che frequentavano il St. Mary's Seminary and College , che i Sulpiziani cercavano di tenere solo come seminario. Mentre era primo parroco della chiesa di Sant'Ignazio, curò i primi anni del Loyola College. Stabilì anche la sua divisione del liceo, che in seguito divenne Loyola Blakefield. Nel 1858, Early lasciò per diventare presidente della Georgetown University. Durante la guerra civile, l'istruzione continuò ininterrotta, nonostante l'occupazione intermittente da parte dell'esercito dell'Unione e la diminuzione delle iscrizioni.
Tornò poi al Loyola College nel 1866 come presidente per quattro anni, dove riprese il conferimento annuale dei diplomi. Nel 1870 divenne di nuovo presidente della Georgetown University. Morì improvvisamente nel suo terzo anno di mandato.